# 72-га паралель південної широти
72-га паралель південної широти — лінія широти, що лежить на 72 градуси південніше земної екваторіальної площини. Вона проходить через Південний океан та Антарктиду.
На цій широті під час літнього сонцестояння сонце видно 24 години (полярний день), а під час зимового сонцестояння протягом доби тривають цивільні сутінки. У дні рівнодення через цю паралель проходить межа між полярними сутніками та полярною ніччю.
Це найнижча широта, на якій під час полярного дня настає золота година, оскільки сонце підіймається на 6° над горизонтом. Північніше 72°33'38.58804" пд.ш., тобто за 666,8 км на південь від Полярного кола, золота година ніколи не настає, навіть під час літнього сонцестояння.

## Список географічних об'єктів, що перетинає 72° пд. ш
Починаючи з Гринвіцького меридіану та рухаючись на схід, 72-га паралель південної широти проходить через:
| Координати                                                   | Континент або океан                                | Примітки |
| ------------------------------------------------------------ | -------------------------------------------------- | --- |
| 72°0′ пд. ш. 0°0′ сх. д. / 72.000° пд. ш. 0.000° сх. д.      | Антарктида                                         | Проходить через Землю Королеви Мод (претендує Норвегія)                                                       |
| 72°0′ пд. ш. 45°0′ сх. д. / 72.000° пд. ш. 45.000° сх. д.    | Антарктида                                         | Проходить через західну Австралійську Антарктичну територію (претендує Австралія)                             |
| 72°0′ пд. ш. 136°0′ сх. д. / 72.000° пд. ш. 136.000° сх. д.  | Антарктида                                         | Проходить через Землю Аделі (претендує Франція)                                                               |
| 72°0′ пд. ш. 142°0′ сх. д. / 72.000° пд. ш. 142.000° сх. д.  | Антарктида                                         | Проходить через східну Австралійську Антарктичну територію (претендує Австралія)                              |
| 72°0′ пд. ш. 160°0′ сх. д. / 72.000° пд. ш. 160.000° сх. д.  | Антарктида                                         | Проходить через Територію Росса (претендує Нова Зеландія)                                                     |
| 72°0′ пд. ш. 170°38′ сх. д. / 72.000° пд. ш. 170.633° сх. д. | Південний океан На південь від Тихого океана       | Море Росса |
| 72°0′ пд. ш. 102°15′ зх. д. / 72.000° пд. ш. 102.250° зх. д. | Антарктида                                         | Проходить через острів Тарстон біля узбережжя Землі Елсворта, на який жодна країна не претендує               |
| 72°0′ пд. ш. 95°36′ зх. д. / 72.000° пд. ш. 95.600° зх. д.   | Південний океан На південь від Тихого океана       | Море Беллінсгаузена                                                                                           |
| 72°0′ пд. ш. 74°21′ зх. д. / 72.000° пд. ш. 74.350° зх. д.   | Антарктида                                         | Проходить через Землю Олександра I та Антарктичний півострів (претендують Аргентина, Чилі та Велика Британія) |
| 72°0′ пд. ш. 60°5′ зх. д. / 72.000° пд. ш. 60.083° зх. д.    | Південний океан На південь від Атлантичного океана | Море Ведделла                                                                                                 |
| 72°0′ пд. ш. 14°33′ зх. д. / 72.000° пд. ш. 14.550° зх. д.   | Антарктида                                         | Проходить через Землю Королеви Мод (претендує Норвегія)                                                       |